# Une Bastholm
Une Aina Bastholm (født 14. januar 1986 i Trondheim) er en norsk politiker for Miljøpartiet De Grønne og medlem af Stortinget. Hun blev valgt til partileder i Miljøpartiet De Grønne 2020 og var en af to nationale talsmænd fra 2016 til 2020.